# Rune (naam)
Rune is een van oorsprong Scandinavische jongensnaam met als betekenis geheim. In het Nederlands taalgebied wordt hij evenwel ook sporadisch gebruikt als meisjesnaam. De vrouwelijke variant van de naam is Runa.

## Bekende naamdragers
- Rune Bratseth, Noors voetballer
- Rune Brattsveen, Noors biatleet
- Rune Djurhuus, Noors schaker
- Rune Glifberg, Deens skateboarder
- Rune Herregodts, Belgische wielrenner
- Rune Høydahl, Noors wielrenner
- Rune Jarstein, Noors voetballer
- Rune Lange, Noors voetballer
- Rune Larsson (atleet), Zweeds loper
- Rune Larsson (marathonloper), Zweeds loper
- Rune Larsson (scheidsrechter), Zweeds scheidsrechter
- Rune Massing, Nederlands badminton-speler
- Rune Öberg, Zweeds waterpolospeler
- Rune Reilly Kölsch, Deense top-dj en producer
- Rune Stordal, Noors schaatser
- Rune Tangen, Noors voetballer
- Rune Velta, Noors schansspringer

## Fictieve naamdragers
- Rune Haako, personage uit Star Wars